# Lithospermum papillosum
Lithospermum papillosum är en strävbladig växtart som beskrevs av Carl Peter Thunberg. Lithospermum papillosum ingår i släktet stenfrön, och familjen strävbladiga växter. Inga underarter finns listade i Catalogue of Life.